# La Roche-Clermault
La Roche-Clermault és un municipi francès, situat al departament de l'Indre i Loira i a la regió de Centre – Vall del Loira. L'any 2007 tenia 507 habitants.

## Demografia

### Població
El 2007 la població de fet de La Roche-Clermault era de 507 persones. Hi havia 201 famílies, de les quals 54 eren unipersonals (25 homes vivint sols i 29 dones vivint soles), 59 parelles sense fills, 80 parelles amb fills i 8 famílies monoparentals amb fills.
La població ha evolucionat segons el següent gràfic:
Habitants censats

### Habitatges
El 2007 hi havia 272 habitatges, 211 eren l'habitatge principal de la família, 35 eren segones residències i 25 estaven desocupats. 264 eren cases i 5 eren apartaments. Dels 211 habitatges principals, 171 estaven ocupats pels seus propietaris, 35 estaven llogats i ocupats pels llogaters i 5 estaven cedits a títol gratuït; 14 tenien dues cambres, 30 en tenien tres, 48 en tenien quatre i 118 en tenien cinc o més. 131 habitatges disposaven pel capbaix d'una plaça de pàrquing. A 88 habitatges hi havia un automòbil i a 106 n'hi havia dos o més.

### Piràmide de població
La piràmide de població per edats i sexe el 2009 era:
| Homes | Edats   | Dones |
| ----- | ------- | ----- |
| 0     | 95 o +  | 0     |
| 0     | 90 a 94 | 4     |
| 0     | 85 a 89 | 4     |
| 0     | 80 a 84 | 4     |
| 8     | 75 a 79 | 16    |
| 8     | 70 a 74 | 16    |
| 8     | 65 a 69 | 4     |
| 8     | 60 a 64 | 8     |
| 4     | 55 a 59 | 4     |
| 12    | 50 a 54 | 24    |
| 28    | 45 a 49 | 28    |
| 16    | 40 a 44 | 4     |
| 20    | 35 a 39 | 20    |
| 28    | 30 a 34 | 28    |
| 16    | 25 a 29 | 20    |
| 8     | 20 a 24 | 8     |
| 16    | 15 a 19 | 12    |
| 4     | 10 a 14 | 12    |
| 20    | 5 a 9   | 28    |
| 12    | 0 a 4   | 16    |

## Economia
El 2007 la població en edat de treballar era de 341 persones, 233 eren actives i 108 eren inactives. De les 233 persones actives 221 estaven ocupades (122 homes i 99 dones) i 12 estaven aturades (7 homes i 5 dones). De les 108 persones inactives 46 estaven jubilades, 31 estaven estudiant i 31 estaven classificades com a «altres inactius».

### Ingressos
El 2009 a La Roche-Clermault hi havia 197 unitats fiscals que integraven 498 persones, la mediana anual d'ingressos fiscals per persona era de 18.767 €.

### Activitats econòmiques
Dels 29 establiments que hi havia el 2007, 1 era d'una empresa extractiva, 1 d'una empresa alimentària, 4 d'empreses de fabricació d'altres productes industrials, 8 d'empreses de construcció, 5 d'empreses de comerç i reparació d'automòbils, 3 d'empreses de transport, 3 d'empreses d'hostatgeria i restauració, 1 d'una empresa immobiliària, 2 d'empreses de serveis i 1 d'una empresa classificada com a «altres activitats de serveis».
Dels 7 establiments de servei als particulars que hi havia el 2009, 1 era un paleta, 1 guixaire pintor, 1 fusteria, 1 lampisteria i 3 electricistes.
L'any 2000 a La Roche-Clermault hi havia 28 explotacions agrícoles que ocupaven un total de 1.200 hectàrees.

## Equipaments sanitaris i escolars
L'únic equipament sanitari que hi havia el 2009 era una farmàcia.
El 2009 hi havia una escola elemental integrada dins d'un grup escolar amb les comunes properes formant una escola dispersa.

## Poblacions més properes
El següent diagrama mostra les poblacions més properes.